# 氯气中毒
氯气中毒是指由于接触過量氯气而引起的症狀。

## 体征和症状
急性氯气中毒後主要是人體的呼吸系统出現症狀，例如呼吸困难和咳嗽、打喷嚏、鼻子发炎以及喉咙发炎。此外皮肤也可能出现會被氯氣刺激以及灼伤，眼睛被氯氣刺激後可能會出現结膜炎。氯气中毒的人还可能出現恶心、呕吐或头痛等症状。
长期接触相对较低水平的氯气可能也会导致肺部出現问题。 